# Coscinia fortestrigata
Coscinia fortestrigata là một loài bướm đêm thuộc phân họ Arctiinae, họ Erebidae.